# Șușița (Breznița-Ocol), Mehedinți
Șușița este un sat în comuna Breznița-Ocol din județul Mehedinți, Oltenia, România.